# Hawthorn Ridge Cemetery No.1
Hawthorn Ridge Cemetery No.1  is een Britse militaire begraafplaats met gesneuvelden uit de Eerste Wereldoorlog, gelegen in de Franse dorp Auchonvillers in het departement Somme. De begraafplaats werd ontworpen door Wilfred Von Berg en ligt 560 m ten zuidwesten van het dorp Beaumont-Hamel. Ze is bereikbaar langs een pad van zo'n 900 m door het veld. Het terrein heeft een rechthoekig grondplan met een oppervlakte van 432 m² en is omgeven door een natuurstenen muur. Het Cross of Sacrifice staat centraal op het terrein. De begraafplaats wordt onderhouden door de Commonwealth War Graves Commission. 
Ongeveer 600 m zuidelijker bevindt zich het Beaumont-Hamel (Newfoundland) Memorial. 

## Geschiedenis
De begraafplaats werd door het V Corps gestart in de lente van 1917 toen ze het slagveld aan de Ancre ontruimden. Ze werd toen V Corps Cemetery No.9 genoemd.
Er worden 152 Britten en 1 Newfoundlander (Canada) herdacht. Daarbij zijn 71 niet geïdentificeerde doden. De meeste slachtoffers sneuvelden op 1 juli of 13 november 1916 tijdens de Slag aan de Somme. Enkele vielen in juni en juli 1918.

## Graven
- Henry James Heath, luitenant bij het Middlesex Regiment werd onderscheiden met het Military Cross (MC).
- soldaat Charles Frederick Iggulden diende onder het alias George Eldridge bij het Middlesex Regiment